# Белин
Белин (слч. Belín) насељено је мјесто са административним статусом сеоске општине (слч. obec) у округу Римавска Собота, у Банскобистричком крају, Словачка Република.

## Становништво
| Година:    | 1994. | 2004.   | 2014.    | 2024.    |
| ---------- | ----- | ------- | -------- | -------- |
| Број људи: | 161   | 158     | 197      | 176      |
| Разлика:   |       | -1,86 % | +24,68 % | -10,65 % |

| Година:    | 2023. | 2024.   |
| ---------- | ----- | ------- |
| Број људи: | 185   | 176     |
| Разлика:   |       | -4,86 % |

Према подацима о броју становника из 2011. године насеље је имало 196 становника.